# Scirtes zerchei
Scirtes zerchei is een keversoort uit de familie moerasweekschilden (Scirtidae). De wetenschappelijke naam van de soort werd in 2006 gepubliceerd door Bernard Klausnitzer.